# Pseudoaricia judithi
Pseudoaricia judithi är en fjärilsart som beskrevs av Gomez Bustillo 1978. Pseudoaricia judithi ingår i släktet Pseudoaricia och familjen juvelvingar. Inga underarter finns listade i Catalogue of Life.